# Sanfilippodytes bidessoides
Sanfilippodytes bidessoides is een keversoort uit de familie waterroofkevers (Dytiscidae). De wetenschappelijke naam van de soort is voor het eerst geldig gepubliceerd in 1941 door Leech.